# Modisimus guatuso
Modisimus guatuso is een spinnensoort uit de familie trilspinnen (Pholcidae). De soort komt voor van Nicaragua tot in Panama. 